# Шалена (фільм)
«Шалена» — радянський художній фільм 1988 року, знятий режисером Усманом Сапаровим на кіностудії «Туркменфільм».

## Сюжет
За мотивами повісті О. Манджієва «Амуланга». П'ятнадцятирічна Айна переживає перші труднощі. Вперше вона відчула себе самотньою та незахищеною. Батько після розлучення поїхав, мати намагається влаштувати своє особисте життя. Єдиний вірний друг — дідусь — помирає на руках Айни. За незручний характер — бажання докопатися до суті правих і неправих вчинків — дівчинку прозвали «шаленою». Айне, нетерплячій до брехні, важко і в школі, і вдома. Але вона сильна, бо має свої уявлення про щасливе життя.

## У ролях
- Зулейха Джуманазарова — головна роль
- Алтин Ходжаєва — головна роль
- Шукур Кулієв — головна роль
- Какаджан Аширов — роль другого плану
- Шамухамед Мурадов — роль другого плану
- Мухамед Чариєв — роль другого плану
- Майя Аймедова — Амана
- Хоммат Муллик — Мухамед Оразович
- Огультач Ханниєва — роль другого плану
- Джерен Ішанкулієва — Сабіра Байрамівна
- Реджеп Реджепов — роль другого плану

## Знімальна група
- Режисер — Усман Сапаров
- Сценарист — Олег Манджиєв
- Оператор — Анатолій Карпухін
- Композитор — Олександр Кобляков
- Художник — Олександр Чернов